# 草刈 (市原市)
草刈（くさかり）は、千葉県市原市の市原地区にある大字。郵便番号は1656〜1999番地が290-0156、その他地域は290-0001。

## 概要
市原市北部の市原地区に位置する。市内のちはら台地区及び市津地区との境界付近で、また、千葉市との市境付近である。

## 地理
北は市原市の茂呂町及び中西町と千葉市緑区の茂呂町及び中西町、東はちはら台西、南は潤井戸、西は大厩と接する。また南東から北西にかけて村田川が当字内を流れる。

## 歴史

### 沿革
1990年代半ばまでは現在のちはら台西の大部分及びちはら台南の西部も属する、より広大な地域であった。

## 世帯数と人口
2017年11月1日現在の世帯数と人口は以下の通りである。
| 町丁字 | 世帯数  | 人口    |
| ------ | ------- | ------- |
| 草刈   | 482世帯 | 1,137人 |

## 通学区域
市立小学校・市立中学校及び県立高等学校の通学区域は以下の通りである。
| 町丁字 | 番地 | 小学校             | 中学校             | 県立高校 |
| ------ | ---- | ------------------ | ------------------ | -------- |
| 草刈   | 全域 | 市原市立菊間小学校 | 市原市立菊間中学校 | 第9学区  |

## 施設
- 草刈公民館
- 行光寺
- 大宮神社

## 交通

### バス
路線バスとして、小湊鉄道バス塩田営業所の以下の路線が、当字内を廻り鉄道路線など各方面へ結んでいる。
- 五31系統（五井駅発着路線）
- 五33系統（ちはら台駅発着路線）
- 浜01、浜03系統（塩田営業所・浜野・浜野駅発着路線）
- 千25、千27系統（千葉駅発着路線）
- 蘇07、蘇08系統（急行バス）

### 道路
道路は千葉県道14号千葉茂原線（茂原街道）が当字を南東から北西にかけて通り、道の駅として草刈房の駅がある。